# Robert Banks (Chemiker)
Robert Louis Banks (* 24. November 1921 in Piedmont (Missouri); † 3. Januar 1989) war ein US-amerikanischer Chemiker und Erfinder.

## Leben
Banks studierte an der University of Missouri in Rolla, Missouri, und erwarb seinen Master-Grad für Chemietechnik an der Oklahoma State University. Während des Zweiten Weltkrieges arbeitete er als Ingenieur in einer Erdölraffinerie in Coffeyville, Kansas. 1946 ging er zur Phillips Petroleum Company in Bartlesville, Oklahoma, wo er bis zu seinem Ruhestand im Jahr 1985 in der Forschungs- und Entwicklungsabteilung tätig war. Bereits 1946 begann seine Zusammenarbeit mit J. Paul Hogan (1919–2012) zur Herstellung von Polyolefinen.
Mittels spezieller metallischer Katalysatoren gelang ihnen Anfang der 1950er Jahre die Herstellung von Polypropylen unter milden Bedingungen (Drücke, Temperaturen). Nach gerichtlichen Auseinandersetzungen, die etwa drei Jahrzehnte dauerten, wurde der Firma Phillips 1983 das Patent für Polypropylen zugesprochen. So gelten Hogan und Banks als dessen Erfinder. Ihre Entdeckung des kristallinen Polypropylens und die Entwicklung des Polyethylens (PE) hoher Dichte (High-density PE, PE-HD oder HDPE) führten bei Phillips zur industriellen Herstellung verschiedener Produkte, die unter dem Markennamen Marlex vertrieben wurden.
1987 erhielt Banks zusammen mit Hogan die Perkin Medal, und 1998 wurde er postum von der American Chemical Society (ACS) zu einem Hero of Chemistry ernannt.
1987 wurde er Ehrendoktor der Missouri University of Science and Technology in Rolla. 2001 wurde er postum in die National Inventors Hall of Fame aufgenommen.

## Schriften (Auswahl)
- J. P. Hogan, R. L. Banks, W. C. Lanning, A. Clark: Polymerization of light olefins over nickel oxide – silica-alumina. In: Industrial and Engineering Chemistry. Band 47, Nr. 4, 1955, S. 752–757, doi:10.1021/ie50544a032.
- A. Clark, J. P. Hogan, R. L. Banks, W. C. Lanning: Marlex catalyst systems. In: Industrial and Engineering Chemistry. Band 48, Nr. 7, 1956, S. 1152–1155, doi:10.1021/ie50559a021.
- J. P. Hogan, R. L. Banks: History of crystalline polypropylene. In: R. B. Seymor, T. Cheng (Hrsg.): History of Polyolefins (= Chemists and Chemistry). Band 7. Springer, Dordrecht 1986, ISBN 978-94-010-8916-6, S. 103–115.